# Evangers kommun
Evangers kommun (norska: Evanger kommune) var en kommun i Hordaland fylke i västra Norge. Kommunen omfattade den västra delen av nuvarande Voss kommun (Evangers socken) samt de nordöstra och sydöstra delarna av nuvarande Vaksdals kommun. Byn Evanger utgjorde kommunens centralort.

## Administrativ historik
Evangers kommun upprättades den 1 januari 1885 genom utbrytning ur Voss kommun. Kommunen hade 2 045 invånare vid upprättandet.
Den 1 januari 1964 upplöstes kommunen och delades. Huvuddelen (med 1 075 invånare) fördes, tillsammans med Vossestrands kommun, till Voss kommun, medan Bergsdalens och Eksingedalens kretsar (med 251 invånare) fördes, tillsammans med delar av kommunerna Bruvik och Modalen, till den då nybildade Vaksdals kommun. Kommunen hade vid delningen totalt 1 326 invånare.